# Loyal (canção)
"Loyal" é uma música do cantor norte americado Chris Brown, lançada como o quarto single de seu sexto álbum X. Tem a colaboração dos rappers americanos Lil Wayne e Tyga, ou Too Short ou French Montana dependendo da versão. O single chegou na nona posição da Billboard Hot 100 e na décima no Reino Unido.

## Antecedentes
Em 16 de dezembro de 2013, o áudio para a canção foi estreada online.  A canção foi originalmente lançado em duas versões, uma versão da costa leste e uma versão Costa Oeste. Ambas as versões possuem Chris Brown e Lil Wayne , enquanto a versão Costa Leste apresenta French Montana e a versão Costa Oeste apresenta Too Short . Em seguida, em 19 de dezembro, as duas versões da canção foram lançados como downloads digitais . Seria o quarto single do seu sexto álbum de estúdioX .
O tema geral da canção é sobre mulheres infiéis. Foi relatado que Brown faz referências a ex-namorada Rihanna na canção, como ele canta sobre uma garota não ser fiel em um relacionamento em alguns trechos como ("She wanna see a ni**a trap/Ela quer ver seu cara em problemas") e ("She wanna fu*k all the rappers/Ela quer fo** com todos os rappers"). Se referindo aos problemas legais que Brown enfrentou após agredir Rihanna em 2009 e aos relacionamentos posteriores da cantora com os rappers Drake e ASAP Rocky.

## Clipe
O vídeo da música foi filmado na Universal City Walk , com Lil Wayne e Tyga. Em 21 de março de 2014, Brown anunciou que o vídeo da música será lançado 24 de março de 2014. Então, como planejado, ele foi lançado naquele dia com um verso do rapper Tyga substituindo Montana ou  Short na canção. Cantores Usher , Trey Songz e Ty Dolla fazem aparições no vídeo.
O Vídeo ganhou um certificado Vevo em Julho por alcançar a marca de 100 milhões de visualizações.

## Desempenho Comercial
Até fevereiro de 2018 , a canção já havia vendido 4.000.000 de cópias nos Estados Unidos, de acordo com a Nielsen Soundscan, ganhando o certificado de platina4x pela RIAA.